# Hugh Hopper
Hugh Colin Hopper (29 de abril de 1945 - 7 de junio de 2009) fue un músico y compositor inglés de rock progresivo y jazz fusion. Es conocido por haber participado en bandas y proyectos de la escena de Canterbury, especialmente Soft Machine.

## Carrera
Comenzó en 1963 en The Daevid Allen Trio, alternando free jazz con rhythm and blues. En 1965 fundó The Wilde Flowers, siendo el principal compositor junto a su hermano Brian. Muchos de sus integrantes se irían para unirse a Soft Machine y Caravan, iniciando así la llamada escena de Canterbury.
En 1969 Hopper también se sumó a Soft Machine (ya había sido road manager de la banda e invitado en su álbum debut) como reemplazo de Kevin Ayers. Debutó con el grupo en Volume Two donde aportó la suite "Rivmic Melodies" (con letras del baterista, Robert Wyatt).
Durante los siguientes álbumes Third, Fourth y Fifth Hopper tomó el liderazgo del grupo junto al tecladista Mike Ratledge e inició una larga amistad con el saxofonista Elton Dean. Abandonó el grupo tras Six por diferencias con el reemplazo de Dean, Karl Jenkins.
En 1973 edita su debut solista 1984, lo más experimental de su carrera. Es un álbum conceptual basado en la novela de George Orwell que intercala piezas extensas con loops y manejo de cintas y temas cortos de jazz-rock, más convencionales. El bajista ya tenía casi una década de experiencia haciendo loops caseros para disfrute personal, un "hobby" que compartía con Daevid Allen. Esta técnica de grabación volvería a aparecer mucho después, de forma digital, en Jazzloops de 2002.
También en 1973, se unió a East Wind, banda del percusionista japonés Stomu Yamash'ta en la que estuvo seis meses. Dos de los miembros también formaban parte de Isotope, e invitaron a Hopper a unirse cuando su bajista original Jeff Clyne se fue en mayo de 1974. Paralelamente salió de gira con su propia banda, que incluía a Elton Dean. Grabaciones de la gira saldrían en 1979 como el lado b de Monster Band.
En 1976 tras la separación de Isotope, grabó su álbum post-Soft Machine más conocido, Hopper Tunity Box.
En 1978 fundó junto a Dean el proyecto Soft Machine Legacy (que pasó por varios nombres temporales, como Soft Heap), que seguiría de forma intermitente el resto de su vida.
Entre 1979 y 1984 estuvo retirado musicalmente (excepto por colaboraciones con Alan Gowen y Richard Sinclair), trabajando como novelista, periodista y taxista.
Durante el resto de los 80, los 90 y los primeros años del siglo XXI seguiría colaborando con viejos conocidos de los 70 (Elton Dean, Keith Tippett, Daevid Allen, Robert Wyatt, Lol Coxhill, exmiembros de Soft Machine, Hatfield and the north, National Health y Henry Cow) así como músicos europeos y japoneses de jazz y rock progresivo.
En junio de 2008 se le diagnosticó leucemia por lo que tuvo que suspender todos sus próximos conciertos y grabaciones. Falleció un año después.
Desde 2014, Gonzo Multimedia empezó a publicar 10 volúmenes de la serie Dedicated To Hugh en 10 volúmenes con grabaciones inéditas de toda su carrera. Las ventas son a beneficio de su familia.

## Discografía

### con Soft Machine
- 1968: The Soft Machine (músico invitado)
- 1969: Volume Two
- 1970: Third
- 1971: Fourth
- 1972: Fifth
- 1973: Six

### Composiciones en Soft Machine
No se incluyen composiciones en los que comparte autoría con otro integrante (véase: Volume Two) o improvisaciones colectivas en vivo.
| - "A Certain Kind" (1968) - "Rivmic Melodies" (suite con música de Hopper y letras de Robert Wyatt, 1969) - "Dedicated To You But You Weren't Listening" (1969) - "12/8 Theme" (1970) - "Facelift" (1970) | - "Slightly All The Time" (secciones "Mousetrap" y "Noisette", 1970) - "Kings And Queens " (1971) - "Virtually" (suite de cuatro partes, 1971) - "MC" (1972) - "1983" (1973) |